# 溫氏寬鮗
溫氏寬鮗，為輻鰭魚綱鱸形目鱸亞目擬雀鯛科的一種，分布於西太平洋菲律賓海域，深度8-35公尺，為熱帶海水魚，體長可達7公分，棲息在珊瑚礁區，常被發現在藍色的管狀海綿，生活習性不明。

## 擴展閱讀
維基物種上的相關：溫氏寬鮗